# Ramscheid
Ramscheid is een plaats in de Duitse gemeente Hellenthal, deelstaat Noordrijn-Westfalen, en telt 242 inwoners (2006).